# Новофёдоровский поселковый совет
Новофёдоровский поселковый совет (укр. Новофедорівська селищна рада, крымскотат. Novofödorovka qasaba şurası) — согласно законодательству Украины — административно-территориальная единица в Сакском районе Автономной Республики Крым.
Население поссовета по переписи 2001 года — 5667 человек. Площадь — 3,1 км². К 2014 году состоял из 1 пгт Новофёдоровка.

## История
Постановлением Верховного Совета Республики Крым от 18 декабря 1992 года был образован Новофёдоровский поселковый совет на базе авиационного гарнизона «Саки-4» в составе пгт Новофёдоровка и села Фёдоровка. Решением Верховной Рады Автономной Республики Крым от 17 февраля 2010 года Фёдоровка была снята с учёта, как включённое в границы Новофёдоровки. С 21 марта 2014 года в составе Крыма аннексирован Россией. Законом «Об установлении границ муниципальных образований и статусе муниципальных образований в Республике Крым» от 4 июня 2014 года территория административной единицы была объявлена муниципальным образованием со статусом сельского поселения.